# Kunming
Kunming  (kineski: 昆明)  je administrativni centar kineske provincije Yunnan od 2 931 000 stanovnika (prema procjeni iz 2007.).

## Zemljopisne karakteristike
Kunming se nalazi u sredini provincije Yunnan uz sjeverne obale Jezera Dian, u plodnoj dolini okruženoj planinama sa sjevera, zapada i istoka. Dolina tog jezera je od neolita važna za promet jugozapadne Kine.
Prvo naselje na tlu današnjeg Kunminga osnovano je 279. pr. Kr., njega je nalijedio grad Tuadong, osnovan u 8. st.
Brojni naučnici vjeruju da je Tuadong posjetio i Marko Polo u 13. st., ali ga je naveo pod imenom Jači.Za vrijeme kineskih dinastija Ming (1368. – 1644.) i Qing (1644. – 1911./12) grad je bio lokalni administrativni centar, koji je tek 1912. promijenio ime u  Kunming.
Za veliki i nagli rast grada bio je zaslužan Drugi japansko-kineski rat - 1937. kad su Kinezi prebacili velik broj strateških tvornica u Kunming.

## Vanjske poveznice
- Kunming na portalu Encyclopædia Britannica (engl.)
- Službene stranice grada  Arhivirana inačica izvorne stranice od 28. siječnja 2013. (Wayback Machine)